# Caroche
El pico Caroche o Caroig es una montaña de 1126 metros, localizada en Teresa de Cofrentes, España.
Está situada en el macizo que recibe el mismo nombre (Macizo del Caroche), situado entre las comarcas de "el valle de Ayora-Cofrentes" y el “Canal de Navarrés” y perteneciente al término municipal de “Teresa de Cofrentes”, colindando con el término municipal de Bicorp. Tiene una altura de 1126 metros sobre el nivel del mar. En su parte más alta hay un puesto de vigilancia de incendios, desde el cual se puede contemplar gran parte de las comarcas de Valencia, viéndose en los días más claros el mar, la ciudad de Cullera.

## Hidrografía
En las faldas de este macizo crecen pequeños riachuelos como "El Río Fraile" o la famosa, entre los lugareños de Teresa, «La Argongeña». Está en ocasiones pronunciándose de forma errónea «La Longeña».

## Accidentes geográficos
Toda la geografía está salpicada de barrancos, cuevas y grietas de gran profundidad, como las que se encuentran en la zona de Las Quebradas.